# Championnats du monde de pentathlon moderne 1965
Navigation
Édition précédente Édition suivante
Les championnats du monde de pentathlon moderne 1965, treizième édition des championnats du monde de pentathlon moderne, ont eu lieu en 1965 à Leipzig, en République démocratique allemande.

## Médaillés
| Épreuves    | Or                                             | Argent                                                    | Bronze                                                        |
| ----------- | ---------------------------------------------- | --------------------------------------------------------- | ------------------------------------------------------------- |
| Individuel  | András Balczó (HUN)                            | Igor Novikov (URS)                                        | Ferenc Török (HUN)                                            |
| Par équipes | Hongrie Ferenc Török István Mona András Balczó | Union soviétique Albert Mokeyev Pavel Lednev Igor Novikov | Allemagne de l'Est Uwe Adler Manfred Grosse Wolfgang Lüderitz |